# 筆ノ山
筆ノ山（ふでのやま）は、香川県善通寺市に座する標高296mの山。
善通寺の五岳山の一つであり、香色山と我拝師山の間に座する。
山頂が細く尖っており、北方から見ると筆の穂先に似ていることが山名の由来と言われているが諸説ある。西側の大阪峠（標高133m、2，3台の駐車スペースあり）から35分で頂上に至る。東側の平谷登山口（標高77m）からも同等の時間で登ることができる。幕末に丸亀藩の砲術隊が中村町の瓢箪池や春日神社の馬場から同山の麓を標的にして実弾砲撃の訓練をしたことから、「どんどやま」とも呼ばれている。

## ギャラリー

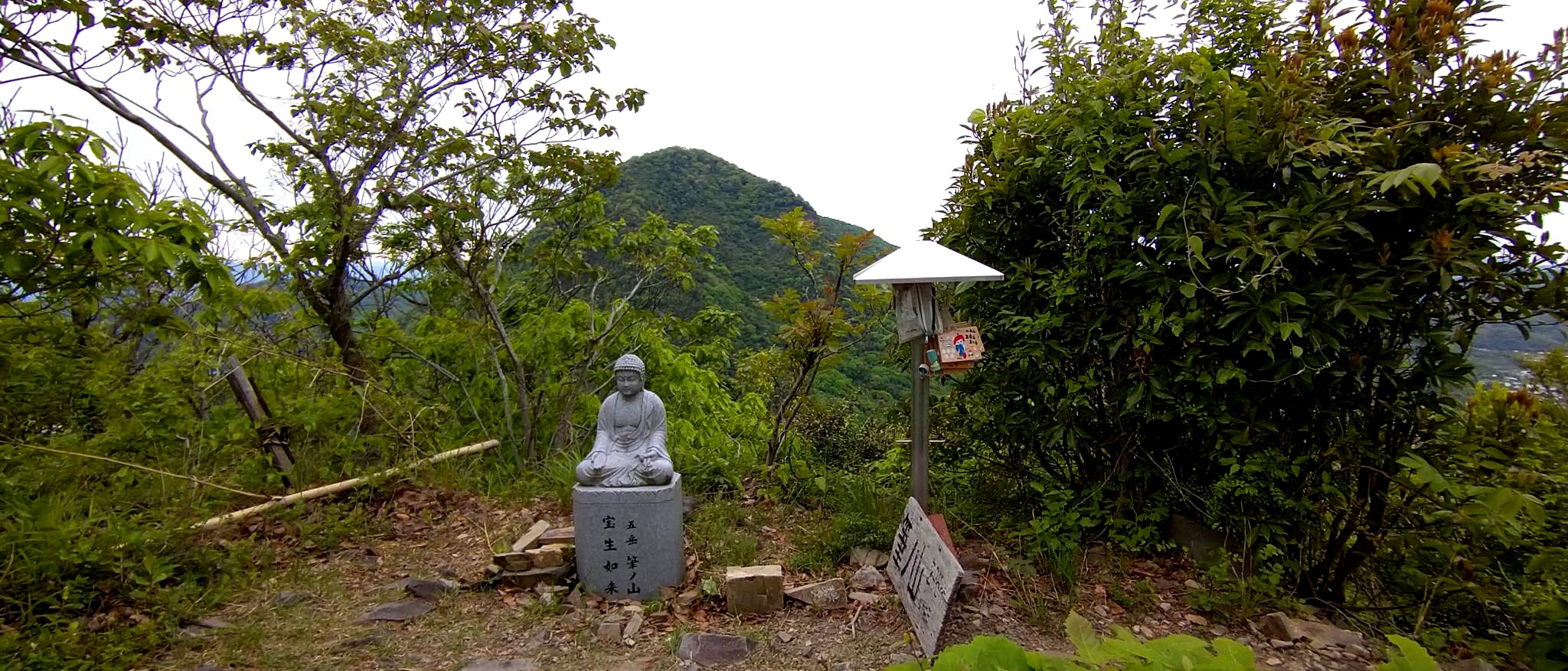
山頂
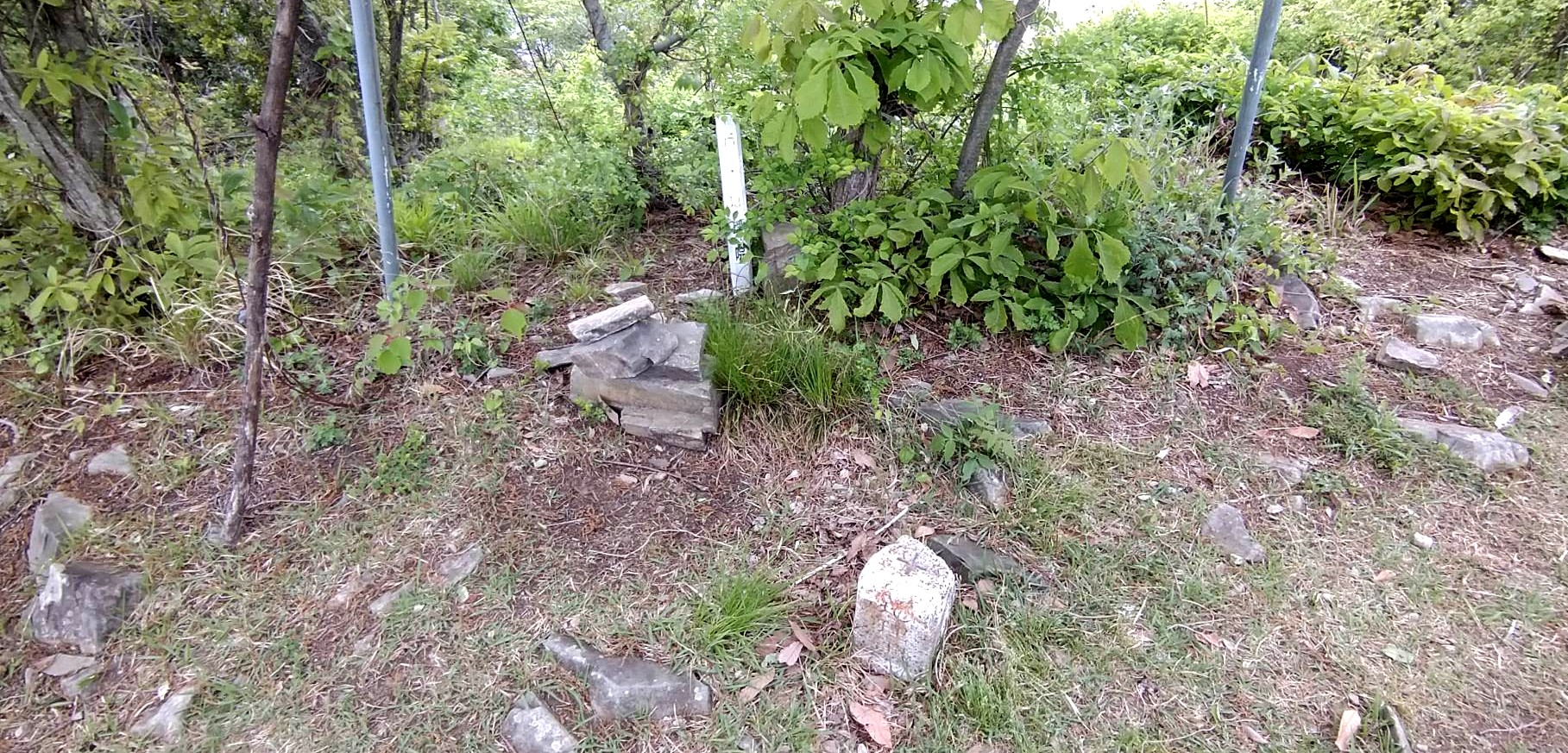
三角点295.8ｍ
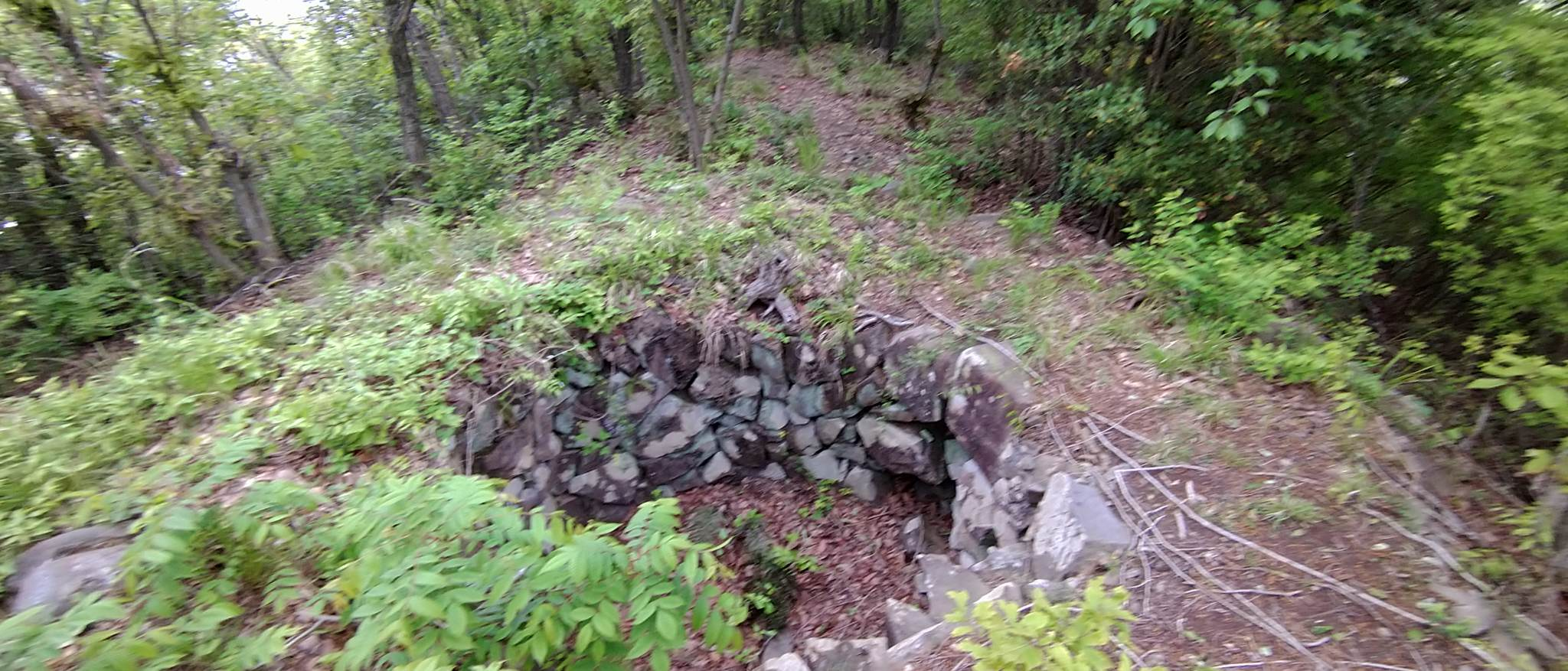
山頂エリアにある空井戸
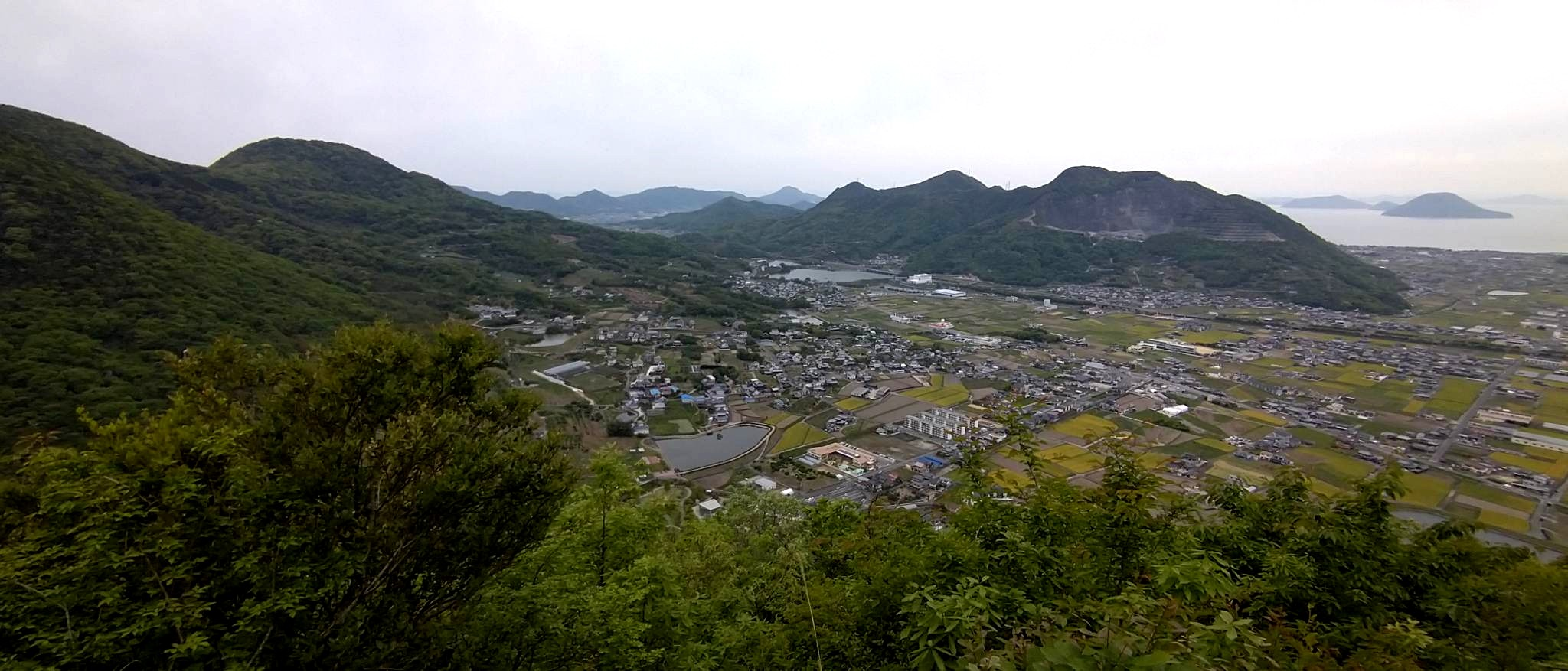
北西の展望